# Кроз грање небо (филм)
„Кроз грање небо“ је југословенски филм из 1958. године. Режирао га је Столе Јанковић, а сценарио је писао Антоније Исаковић.

## Улоге
| Глумац                 | Улога                                 |
| ---------------------- | ------------------------------------- |
| Бранко Плеша           | Рањеник на носилима ()                |
| Предраг Лаковић        | Рањеник на носилима ()                |
| Љуба Ковачевић         | Командир Зекавица                     |
| Јозо Лауренчић         | Рањеник који лежи на трбуху           |
| Никола Поповић         | Тифусар Митар                         |
| Салко Репак            | Деда који је слеп                     |
| Мирослав Петровић      | Фауст                                 |
| Столе Аранђеловић      | Тифусар                               |
| Нада Шкрињар           | Дечакова мајка - рањеница на носилима |
| Вера Чукић             | Болничарка Бранка                     |
| Драган Шаковић         | Симо                                  |
| Бранислав Јеринић      |                                       |
| Драгомир Бојанић Гидра | Партизан                              |
| Павле Минчић           | Малиша                                |
| Обрад Недовић          |                                       |
| Зоран Лонгиновић       | Рањеник                               |

Комплетна филмска екипа  ▼
| Редитељ                   | Столе Јанковић         |                                              |
| Сценариста                | Антоније Исаковић      | (писац)                                      |
| Композитор                | Бојан Адамич           |                                              |
| Директор фотографије      | Михајло Поповић        |                                              |
| Монтажер                  | Миодраг Јовановић      |                                              |
| Сценограф                 | Зоран Зорчић           |                                              |
| Одсек за шминку           | Лепосава Првановић     | шминкер (као Лепа Првановић)                 |
| Менаџер продукције        | Александар Крстић      | директор филма                               |
| Менаџер продукције        | Милан Младеновић       | директор филма                               |
| Менаџер продукције        | Раде Млађеновић        | организатор                                  |
| Помоћник режије           | Александар Аранђеловић | први помоћник редитеља                       |
| Помоћник режије           | Стеван Петровић        | други помоћник редитеља (као Стево Петровић) |
| Одсек за звук             | Божидар Вукадиновић    | тон мајстор (као Божа Вукадиновић)           |
| Специјални ефекти         | Душан Живковић         | пиротехничар (као Д. Живковић)               |
| Одсек за камеру и расвету | Борислав Бранковић     | вођа расвете (као Б. Бранковић)              |
| Одсек за камеру и расвету | Драгољуб Јокановић     | пратилац камере (као Д. Јокановић)           |
| Одсек за камеру и расвету | Јован Јовановић        | пратилац камере                              |
| Одсек за камеру и расвету | Владимир Матејић       | пратилац камере                              |
| Одсек за камеру и расвету | Живорад Милић          | фотограф (ас Ж. Милић)                       |
| Одсек за костим           | Родољуб Спасић         | гардеробер                                   |
| Одсек за монтажу          | Мирјана Митић          | асистент монтажера                           |
| Музички одсек             | Бојан Адамич           | диригент                                     |
| Музички одсек             | Љиљана Поповић         | музички сарадник                             |
| Остала екипа              | Стефанија Хрускар      | секретар режије                              |